# Hail to Europe Tour 1986
l'Hail to Europe Tour è un tour della band heavy metal Manowar effettuato nel 1986.

## Notizie generali
Questo tour svoltosi in Europa allargando i propri confini perché oltre ad avere diverse date in Germania,dove la band storicamente ha avuto sempre molto seguito, toccamdo paesi dove i Manowar non avevano mai suonato come Svizzera, Paesi Bassi, Belgio e Danimarca riscuotendo un grande successo, infatti molti show andarono in tutto esaurito, questo a dimostrazione che la Band stava diventando sempre di più di fama mondiale.

## Formazione
- Eric Adams - voce
- Joey DeMaio - basso
- Ross the Boss - chitarra
- Scott Columbus - batteria

## Date e tappe
|                |                   |             |                |  |  |  |
| 23 marzo 1986  | Rotterdam         | Paesi Bassi |                |  |  |  |
| 25 marzo 1986  | Monaco di Baviera | Germania    | Alabama- Halle |  |  |  |
| 27 marzo 1986  | Zurigo            | Svizzera    |                |  |  |  |
| 29 marzo 1986  | Osnabrück         | Germania    | Halle Gartlage |  |  |  |
| 30 marzo 1986  | Dortmund          | Germania    |                |  |  |  |
| 31 marzo 1986  | Aschaffenburg     | Germania    |                |  |  |  |
| 1º aprile 1986 | Kaatsheuvel       | Paesi Bassi |                |  |  |  |
| 2 aprile 1986  | Katwijk           | Paesi Bassi |                |  |  |  |
| 3 aprile 1986  | Copenaghen        | Danimarca   |                |  |  |  |
| 4 aprile 1986  | Poperinge         | Belgio      |                |  |  |  |
| 5 aprile 1986  | Maaseik           | Belgio      |                |  |  |  |
| 6 aprile 1986  | Anversa           | Belgio      |                |  |  |  |